# Zsudi József
Zsudi József (Albertirsa, 1923. április 16. – 2013. február 16.) Jászai Mari-díjas (1968) rendező, színész. 

## Életpályája
Schilliga Ödön gyermekszínházában játszott. 1939 és 1944 között Nagy György magániskolájában sajátította el a mesterség alapjait és a Goldmark Színházban volt mindenes, főképp Simon Zsuzsa asszisztense, de kisebb szerepeket is kapott. 1945–1946-ban az Országos Magyar Színművészeti Akadémia hallgatója volt. 1945–1949 között a Magyar és a Madách Színházban játszott epizódszerepeket. 1949–1951 között a Mafilm társulatának tagja. 1951–1955 között az Állami Faluszínház rendezője volt. 1955–1957 között a Magyar Játékszín tagja volt. 1957-től a Vidám Színpad tagja, 1965–1973 között vezető rendezője volt.
Gyűjtötte a színháztörténeti dokumentumokat. Munkatársa volt a Humorlexikonnak, számos életrajzi címszónak a szerzője.
2014 áprilisában emléktáblát avattak egykori lakhelyén, a ferencvárosi 
Tompa utca 20. számú ház falán.

## Magánélete
Első felesége Zsudi Anna volt, 1968-ig. 1971-től 2013-ban bekövetkezett haláláig Bittera Judit színésznő férje volt.

## Színházi munkái
A Színházi Adattárban regisztrált bemutatóinak száma: szerzőként: 3; színészként: 4; rendezőként: 54.

### Szerzőként
- Ide figyeljenek, emberek! (1980)
- Együtt, ameddig bírjuk (1983)
- Egy füst alatt (1990)
- *Humorlexikon Társszerző. Szerkesztő: Kaposy Miklós (Tarsoly Kiadó - 2001; ISBN 963 86162 3 7)

### Színészként
- Tardos Péter: Autóstop....Oszkár
- Thoeren-Logan: Van aki forrón szereti....Taxisofőr

### Rendezőként
| - Kassai János: Zsuzsa boldogsága (1952) - Illés-Balázs: Az öregbéres (1953) - Kopányi György: Járó Kiss Péter (1953) - Egri Viktor: Közös út (1953) - Csizmarek Mátyás: A borjú (1953) - Csizmarek Mátyás: Házassági alkalmazott (1960) - Nagy Endre: A miniszterelnök (1961) - Baróti-Garai: Jaj a mama... (1962) - Róna Tibor: Több nyelven beszélünk (1964) - Róna Tibor: Kicsi vagy kocsi? (1965) - Csizmarek Mátyás: Nem élünk kolostorban (1965) - Zágon István: Hyppolit, a lakáj (1965) - Róna-Litványi-Romhányi: Nyugalom, a helyzet változatlan! (1966) - Róna-Litványi-Romhányi: Urak és elvtársak (1968-1969) | - Róna-Litványi-Romhányi: És mi lesz holnap? (1970) - Bencsik Imre: Egy fiúnak négy mamája (1970) - Görgey-Gádor: Részeg éjszaka (1972) - Romhányi József: A rímfaragó (1984) - Zsudi: Egy füst alatt (1990) - Campaux: Csöngettek, madame! (1991) - Lakatos László: Vágyom egy ágy után (1993) - Tóth Miklós: Üldöznek a nők (1994) - Vaszary-Szántó: A hölgy vetkőzik (1995) - Nádasi László: A ravasz asszony (1996) - Tabi László: Enyhítő körülmény (1996) |

## Filmjei
| - Micsoda éjszaka! (1958) - Szerelem csütörtök (1959) - Két emelet boldogság (1960) - Az ígéret földje (1961) - Megöltek egy lányt (1961) - Mici néni két élete (1962) - Felmegyek a miniszterhez (1962) - Meztelen diplomata (1963) - Párbeszéd (1963) - Nyáron egyszerű (1964) - Miért rosszak a magyar filmek? (1964) - Nem (1965) - Sok hűség semmiért (1966) - Nem szoktam hazudni (1966) - Nem várok holnapig… (1967) - Az utolsó kör (1968) - Az oroszlán ugrani készül (1969) - Hekus lettem (1972) - A dunai hajós (1974) - Te rongyos élet (1984) - Gyerekrablás a Palánk utcában (1985) - Akli Miklós (1986) | - Két fiú ült egy padon (1973) - Bach Arnstadtban (1975) - Alfonshow (1980) - Mint oldott kéve (1983) - Kismaszat és a Gézengúzok (1984) |